# Alessandro Minuto-Rizzo
Alessandro Minuto-Rizzo (Roma, 1940) es un diplomático italiano que se desempeñó como vicesecretario general de la OTAN desde 2001 a 2007, y como secretario general interino de la OTAN de 17 de diciembre de 2003 a 1 de enero de 2004, entre las tenencias de George Robertson, barón Robertson de Port Ellen, Jaap de Hoop Scheffer.
Antes de ser nombrado vicesecretario general, se desempeñó como embajador de Italia ante la Unión Europea Occidental y el Comité de Política y Seguridad de la Unión Europea.

## Posiciones en organismos internacionales y nacionales[2]
- 1986-1992 : Delegado al Consejo de la Agencia Espacial Europea
- : Presidente del "Comité para la comercialización de las telecomunicaciones espaciales"
- 1989 : Presidente de la Asamblea de las Partes de Eutelsat
- 1994-1995 : Representante personal del primer ministro para las redes transeuropeas y sus negociaciones (transporte, energía)
- 1994-1995 : Miembro del Consejo de Administración de la Agencia Espacial Italiana
- 1994-1996 : Presidente del Comité Administrativo y Financiero de la Agencia Espacial Europea (elegido)
- 1994-1996 : Miembro de varios paneles para verificar la implementación de proyectos de inversión.
- 1995 : Comité Intergubernamental para la Planificación Económica: autor del Informe sobre la viabilidad de un lanzador espacial
- 1995-1998 : Miembro del Consejo de Administración franco-italiano del proyecto de alta velocidad Lyon-Turín
- 1996 : Presidente del Comité para el Desarrollo Territorial (E.U.)
- 1996-2001 : Jefe de la delegación en el Comité Europeo para la financiación de proyectos de transporte en la Unión Europea